# Malattia di Niemann-Pick
La malattia di Niemann-Pick (da non confondersi con la malattia di Pick) è una malattia ereditaria, caratterizzata dall'accumulo di sfingomielina, colesterolo e glicolipidi. Questa malattia tecnicamente è una sfingolipidosi e fa parte dell'eterogeneo gruppo delle malattie da accumulo lisosomiale; che coinvolgono il metabolismo, causate da mutazioni genetiche.
Le tre forme di più comune riscontro sono denominate malattia di Niemann-Pick tipo A, B e C.
La patologia prende il nome dal pediatra Albert Niemann (1880–1921) e dal patologo Ludwig Pick (1868–1944) che per primi la descrissero.

## Tipi A e tipo B

### Epidemiologia
In tutto il mondo vi sono approssimativamente 1200 casi di tipo A e B (per la maggior parte di tipo B o una forma intermedia).

### Eziologia
Questi due tipi sono caratterizzati dal deficit (assenza o funzionamento errato) di un enzima specifico, la sfingomielinasi acida (ASM). Questo enzima si trova all'interno di speciali comparti intracellulari chiamati lisosomi, ed è necessario per metabolizzare un lipide denominato sfingomielina. A causa di questo deficit enzimatico, la sfingomielina non può essere correttamente metabolizzata e si accumula all'interno della cellula, finendo col provocarne la morte e determinando il malfunzionamento di importanti organi e apparati.

## Tipo C

### Epidemiologia
Questa variante è molto rara: in tutto il mondo ne sono stati diagnosticati circa 500 casi. Si ritiene, tuttavia, che il numero di soggetti colpiti dalla NPC potrebbe essere più alto, ma, a causa della difficoltà a diagnosticarla, non è possibile una valutazione accurata della sua prevalenza.

### Eziologia
La malattia di Niemann-Pick di tipo C (NPC) è molto diversa da quelle di tipo A o B. I pazienti che ne sono colpiti non sono in grado di metabolizzare correttamente né il colesterolo né altri lipidi all'interno delle cellule.

### Presentazione clinica
La malattia di Niemann-Pick di tipo C si presenta inizialmente con incapacità nell'apprendimento, lieve ritardo mentale, impaccio nei movimenti e ritardato sviluppo della motricità fine. Può capitare che trascorrano diversi anni prima che venga posta la diagnosi di NPC.

### Prognosi
La malattia di Niemann-Pick di tipo C è sempre fatale. La grande maggioranza delle persone affette muore prima dei 20 anni (e molti muoiono prima dei 10). La comparsa tardiva dei sintomi può portare a un'aspettativa di vita più lunga, ma è estremamente raro che un soggetto con malattia di Niemann-Pick di tipo C raggiunga i 40 anni.